# Chloe Logarzo
 (juin 2019).
Chloe Logarzo, née le 22 décembre 1994, est une footballeuse internationale australienne qui évolue au poste de milieu de terrain au Kansas City Current.

## Biographie

### Jeunesse
Logarzo naît à Sydney en Nouvelle-Galles du Sud. Sa famille est italienne du côté de son père et écossaise du côté de sa mère. 

### Carrière en club

#### Sydney FC, 2011–2015
Logarzo commence sa carrière au sein du Sydney FC lors de la saison 2011-12 de la W-League.

### Carrière internationale
En 2019, elle fait partie des 23 joueuses retenues afin de participer à la Coupe du monde organisée en France.

## Vie privée
Chloe Logarzo est ouvertement lesbienne.